# Franz Rechnitzer
Franz Rechnitzer (* 4. Oktober 1927 in Deutsch Jahrndorf; † 16. September 1987 in Wiener Neustadt) war ein österreichischer Politiker (ÖVP) und Landwirt. Rechnitzer war von 1956 bis 1968 Abgeordneter zum Burgenländischen Landtag.

## Leben
Rechnitzer wurde als Sohn des Landwirts Johann Rechnitzer geboren und besuchte die Volksschule in Deutsch Jahrndorf. Danach arbeitete er ab 1941 in der elterlichen Landwirtschaft. Während des Zweiten Weltkriegs diente er von 1944 bis 1945 in der Wehrmacht, wobei er in britische Kriegsgefangenschaft geriet. Nach dem Krieg holte Rechnitzer zwischen 1949 und 1950 die landwirtschaftliche Fachschule in Neusiedl am See nach und übernahm schließlich 1962 den elterlichen Betrieb.
Rechnitzer war zwischen 1949 und 1953 Dekanatsführer und im Anschluss von 1953 bis 1956 Diözesanjugendführer der Katholischen Landjugend. Zudem engagierte er sich von 1953 bis 1956 als Landesobmann des Landesjugendwerkes und Absolventenvertreter der Bauernschulen des Burgenlandes.

## Politik
Rechnitzer war lokalpolitisch aktiv und wurde 1954 zum Gemeinderat in Deutsch Jahrndorf gewählt. 1962 stieg er zum Vizebürgermeister auf, danach hatte er von 1972 bis 1982 das Amt des Bürgermeisters inne. Rechnitzer vertrat die ÖVP zwischen dem 11. Juni 1956 und dem 17. April 1968 im Burgenländischen Landtag und war zudem innerparteilich ab 1959 als Bezirksparteisekretär der ÖVP-Neusiedl am See tätig. 